# Indomenella indica
Indomenella indica – gatunek modliszek z rodziny modliszkowatych i podrodziny Angelinae. Jedyny gatunek monotypowego rodzaju Indomenella.

## Taksonomia
Gatunek ten opisany został w 2004 roku przez Hermanta Ghate i Tushara Mukherjee jako Euchomenella indica. Opisu dokonano na podstawie trzech okazów: dwóch samic i samca. Do własnego rodzaju Indomenella przeniósł go Roger Roy w 2008 roku.

## Opis

### Opis rodzaju
Odnóża przednie o zewnętrznych płatkach wierzchołkowych bioder przylegających, a drugim kolcu dyskowatym ud dłuższym niż pierwszy. Samice o skrzydłach wyraźnie zredukowanych, a samce o zakrzywionym pseudofallusie.

### Opis gatunku
Ciało smukłe. Samica długości 75, a samiec 64 mm. Głowa poprzeczna z prawie prostym ciemieniem. Przedplecze wydłużone, znacznie dłuższe niż przednie uda, krótsze u samca niż u samicy. Krawędzie boczne prozony silniej, a metazony słabiej ząbkowane. Hypophallus samca dobrze rozwinięty i silnie zesklerotyzowany. 

## Rozprzestrzenienie
Gatunek znany wyłącznie z wzgórz Anamalai w Indiach.